# Babaroga (videokaseta)
Jugoslovanska založbena hiša PGP RTB je septembra leta 1991 objavila drugo videokaseto srbske pevke narodno-zabavne glasbe, Svetlane Ražnatović - Cece.
Na videokaseti je devet videospotov s pevkinega (takrat) aktualnega albuma Babaroga in tudi pet videospotov s prvih treh albumov: Cvetak zanovetak, Ludo srce in Ceca (glasbeni album).  Režiser vseh novih videospotov je bil znani jugoslovanski režiser Vlada Aleksić. 
Vsebina videokasete je bila v letu 2013 objavljena tudi na pevkini uradni YouTube strani. Posnetek trenutno šteje 3,1 milijonov ogledov (oktober 2019).  

## Seznam videospotov
| Št.             | Naslov                      | Besedilo        | Glasba          | Dolžina |
| --------------- | --------------------------- | --------------- | --------------- | ------- |
| 1.              | „Babaroga‟                  | D. Ivanković    | D. Ivanković    | 4:40    |
| 2.              | „Volim te‟                  | I. Tadić        | D. Ivanković    | 4:02    |
| 3.              | „Izbriši, vetre, trag‟      | S. Spasić       | M. A. Kemiš     | 3:54    |
| 4.              | „Hej, vršnjaci‟             | M. B. Trišić    | D. Ivanković    | 3:35    |
| 5.              | „Sto put' sam se zaklela‟   | D. Ivanković    | D. Ivanković    | 2:50    |
| 6.              | „Da si nekad do bola voleo‟ | M. Nikolić      | D. Ivanković    | 4:44    |
| 7.              | „Ne kuni, majko‟            | V. Mićović      | D. Ivanković    | 4:13    |
| 8.              | „Bivši‟                     | D. Stodić       | D. Ivanković    | 4:07    |
| 9.              | „Mokra trava‟               | M. Zeković      | M. A. Kemiš     | 3:14    |
| 10.             | „Dođi‟                      | S. Zagrađanin   | D. Ivanković    | 3:45    |
| 11.             | „Cvetak zanovetak‟          | B. Majdanac     | D. Ivanković    | 3:26    |
| 12.             | „Pustite me da ga vidim‟    | S. Spasić       | D. Ivanković    | 4:26    |
| 13.             | „To, Miki‟                  | D. Ivanković    | M. A. Kemiš     | 4:06    |
| 14.             | „Drugarice, prokletnice‟    | M. A. Kemiš     | D. Ivanković    | 4:00    |
| Skupna dolžina: | Skupna dolžina:             | Skupna dolžina: | Skupna dolžina: | 57:00   |

## Informacije o videospotih
Ceca je videospot za pesem Ne kuni majko posnela na beograjski trdnjavi Kalemegdan. Videospot na portalu YouTube šteje 900 tisoč ogledov. 
Videospot za pesem Da si nekad do bola voleo je posnet v glasbenem studiju založbe PGP RTB in prikazuje pevko in njenega kompozitorja Mirka Kodića med snemanjem albuma. Videospot na portalu YouTube šteje milijon ogledov. 
Videospot za pesem Hej, vršnjaci vsebuje posnetke s pevkine rojstnodnevne zabave v Beogradu, na kateri je bila tudi uradna promocija albuma. V spotu se pojavljajo pevkini glasbeni kolegi starejše generacije, med drugimi tudi Lepa Lukić, Šaban Šaulić, Zorica Brunclik, Vera Matović, Branka Sovrlić, Biljana Jevtić in drugi. Videospot na portalu YouTube šteje 190 tisoč ogledov. 

## Zgodovina objave videokasete
| Država      | Datum | Založba | Oblika            |
| ----------- | ----- | ------- | ----------------- |
| Jugoslavija | 1991  | PGP RTB | VHS - PAL - COLOR |

## Ostale informacije
- Tehnična realizacija: RTB in GAMA
- Režiser: Ratko Ilić
- Fotografija: Ivan Mojašević
- Oblikovanje: Ivan Ćulum
- Urednik video programa: Aleksandar Pilipenko
- Direktor in glavni urednik: Stanko Terzić
- Zap. štev. videokasete: 800.775

SOKOJ/SUMAJ